# Tetínské skály
Tetínské skály jsou přírodní rezervace nacházející se přibližně dva kilometry od Berouna, severně od obce Tetín. Oblast je chráněna od roku 1974 a spadá pod správu CHKO Český kras. Na území můžeme najít přes 40 jeskyní, zříceninu hradu Tetín, dva lomy a další zajímavá místa. Vyznačuje se skalními stěnami a srázy, na kterých se vyskytuje několik vzácných druhů rostlin a živočichů. Rezervace je dostupná celoročně a oblíbena je i u horolezců.

## Lokalita

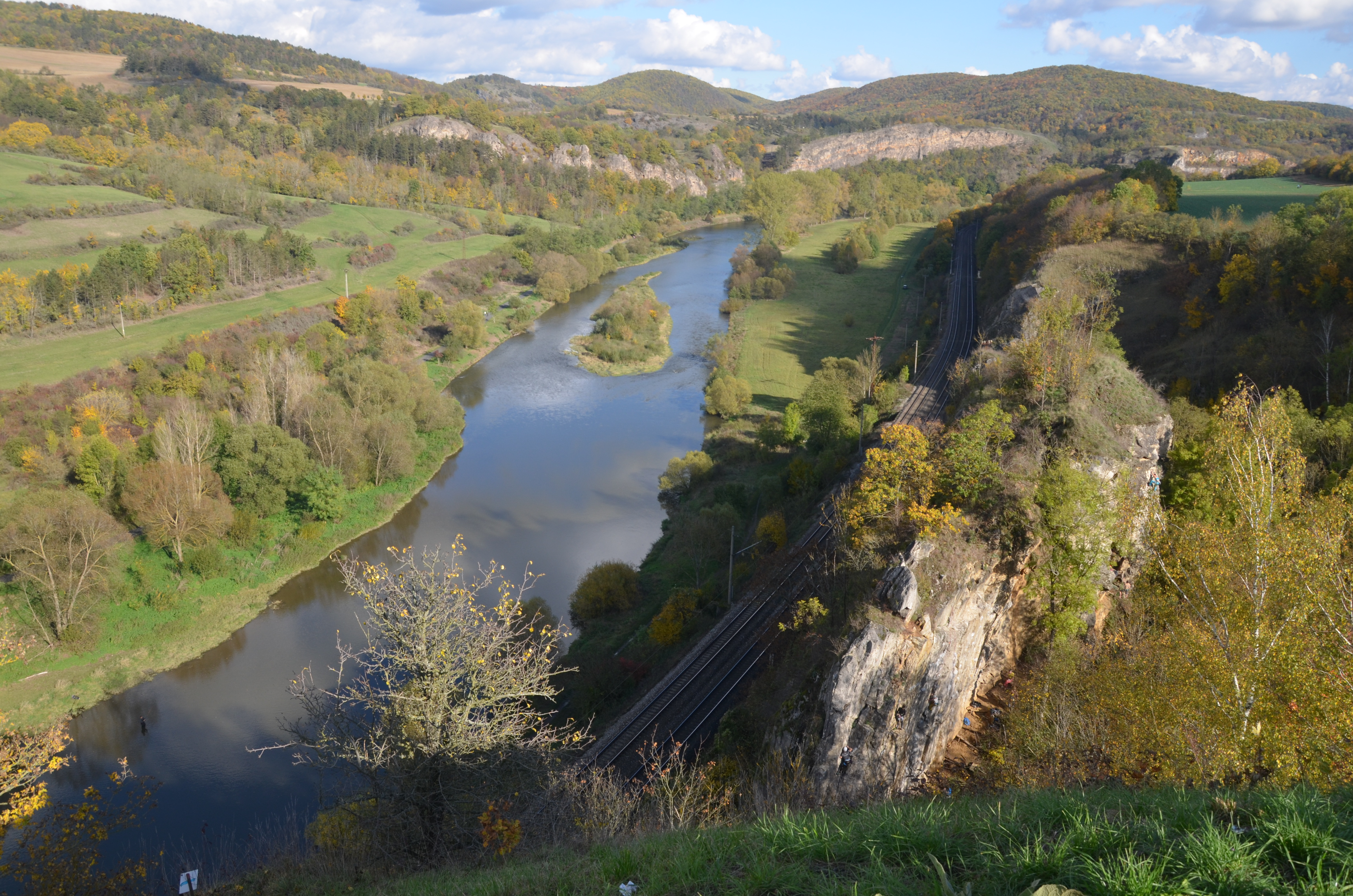
Přírodní rezervace Tetínské skály

Přírodní rezervace se nachází jihovýchodně od Berouna v údolí řeky Berounky. Rozprostírá se na 15,32 ha v nadmořské výšce mezi 221 až 278 m. Území zahrnuje pás skal, které se táhnou přibližně dva kilometry severně od obce Tetín až po Kruhový lom u Srbska. Můžeme zde najít přes 40 jeskyní, hrad Tetín, dva opuštěné lomy (Pod hradem a Kavčí lom) a mnoho dalšího.

## Historie
Na území rezervace se nachází několik jeskyní, které jsou významné z archeologického hlediska. Jeskyně s názvem Turské maštale jsou nejznámější z nich. Našly se zde archeologické nálezy od aurignacienu až po středověk. Část jeskyň byla zničena lomem a stavbou železniční tratě. Stejně tak byly poničeny zbytky hradu Tetín. Historie hradu sahá až do 13. století. Byl postaven za Václava II. a majitelem byl Štěpán z Tetína, synovec přemyslovského levobočka Jana Volka. Později hrad odkoupil Karel IV. a připojil ho ke Karlštejnu. Od té doby hrad pustne. Za zmínku stojí i hradiště Tetín. Toto opevnění bylo pravděpodobně postaveno na přelomu 9. a 10. století. S tímto místem je spojeno nespočet legend o sv. Ludmile a sv. Václavovi. Má se za to, že se zde utvářely počátky českého státu.

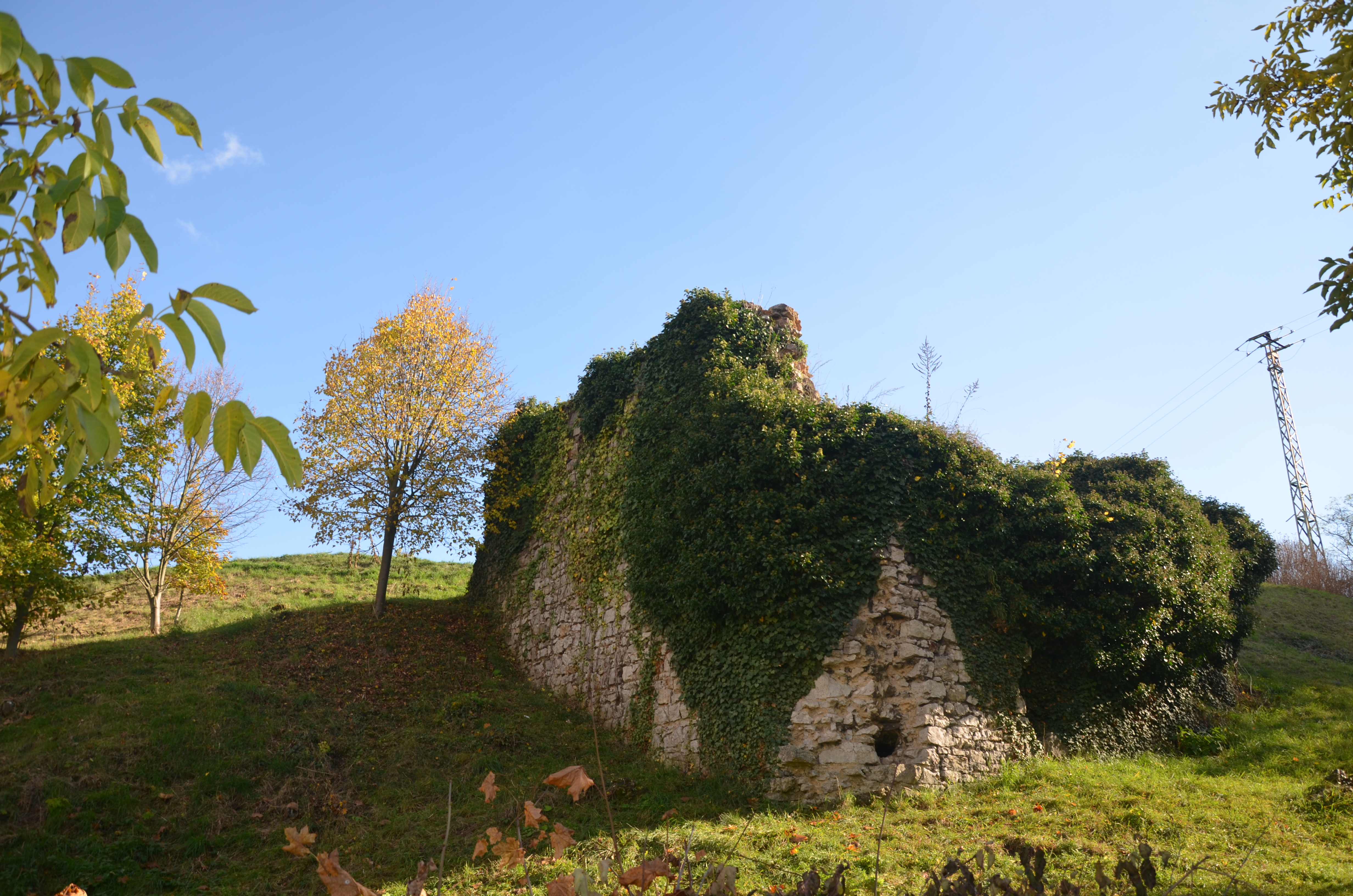
Zřícenina hradu Tetín

Z výše uvedené historie vyplývá, že území bylo od pradávna ovlivňováno lidskou činností. Díky středověkému osídlení byla oblast udržovaná bez většího zalesnění. Úpatí skal bylo narušeno zářezem železnice, která vede po celé délce rezervace. V letech 1972–⁠1975 musela být provedena asanace skalní trosky jako prevence před sesunutím skal a tím byl zajištěn bezpečný chod železnice. Do první poloviny 20. století byla část území využívána pro pastvu, což zamezilo většímu rozrůstání dřevin. Podíl na zamezení rozvoje dřevin měla i parní železnice, která způsobovala časté požáry. Dalším výrazným zásahem byla těžba vápence, která zde probíhala od konce 19. století až do první poloviny 20. století. Kavčí lom a lom Pod hradem jsou jedny z mála pozůstatků, které zde po těžbě zůstaly. Nejvíce narušeným místem je Tetínská rokle, která po skončení těžby byla částečné naplněna odpadem z těžební činnosti.
Od roku 1975 probíhá na několika lokalitách speleologický výzkum a průzkum Českou speleologickou společností.

## Přírodní poměry

### Geologie

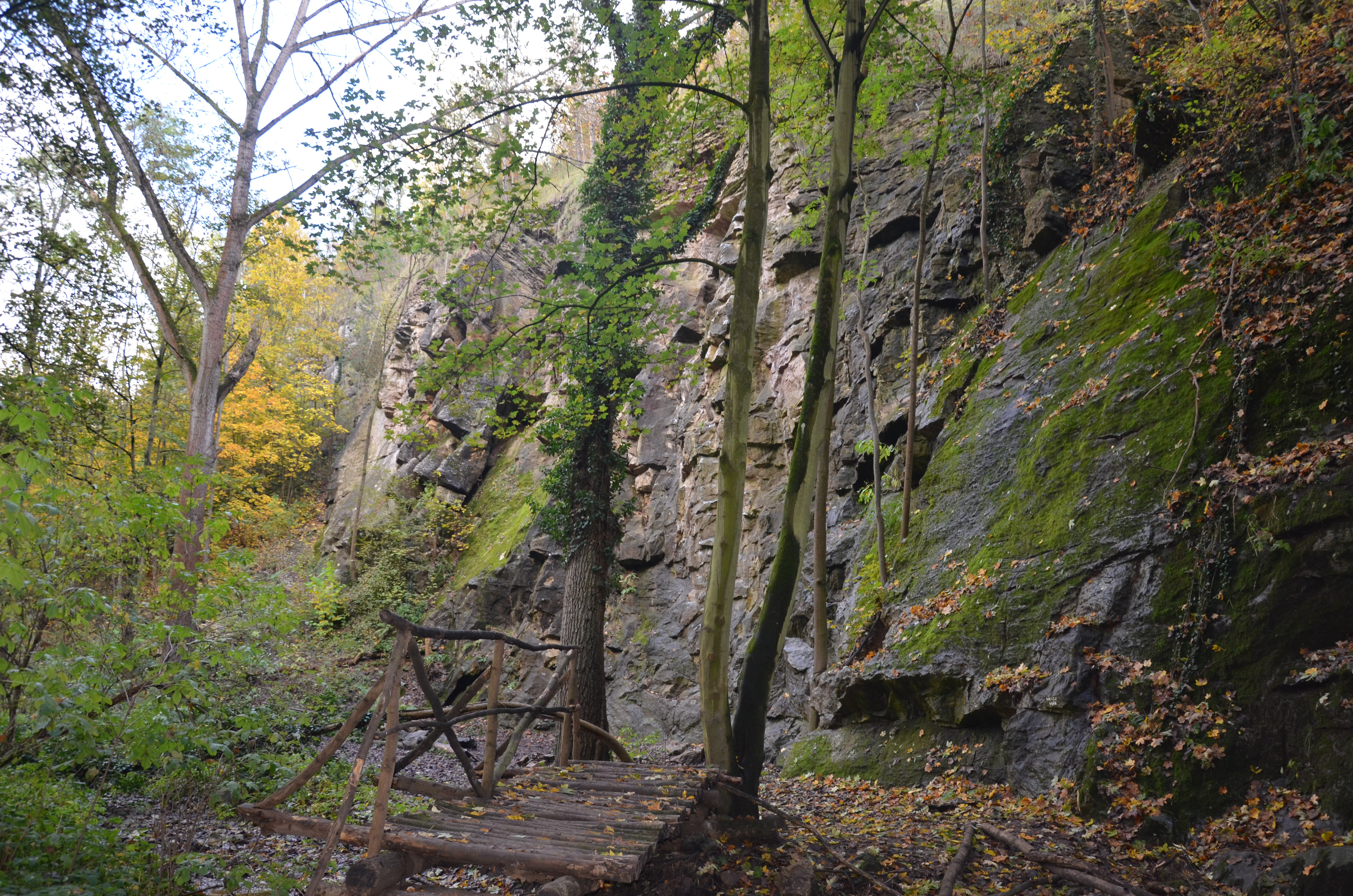
Údolí Tetínských skal

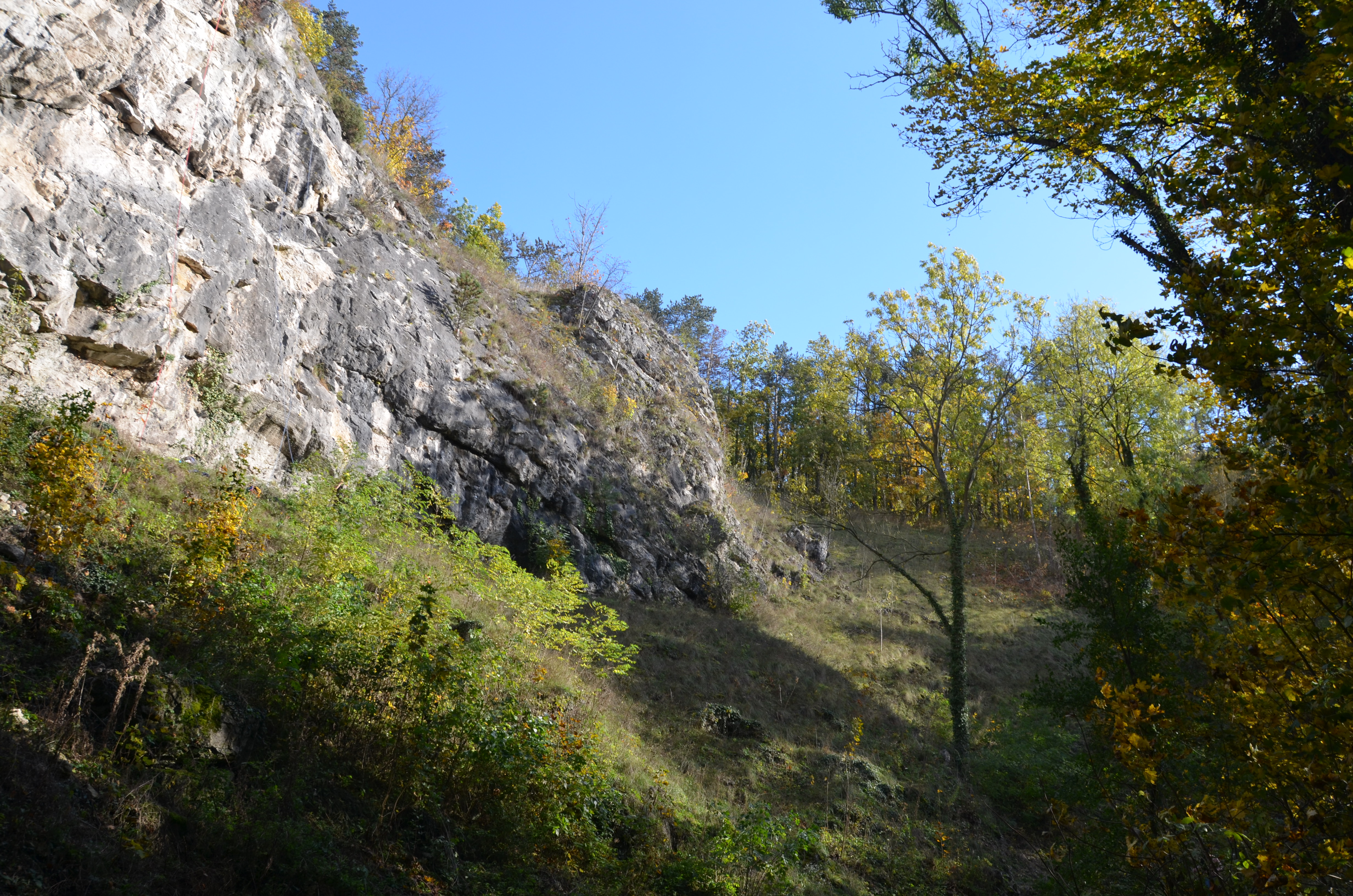
Tetínské skály

Chráněné území je tvořeno převážně skalními srázy nacházejícími se v údolí řeky Berounky pod Tetínem. Na skalních stěnách můžeme pozorovat profil horninami od silurského souvrství po vápence spodního pražského souvrství. Na několika místech můžeme vidět narušení vrstevnatého sledu. Tento jev je způsoben tektonickou činností. Jedná se zejména o Tetínské nasunutí a příčné zlomy. Nejzápadnější část oblasti je tvořena silurskými tufitickými vápenci motolského souvrství, které obsahují tělesa basaltových vyvřelých hornin, převážně diabasů a jejich tufitů. Východním směrem na tyto vrstvy nasedá požárské souvrství spolu s lochkovským souvrstvím. Pod Tetínem můžeme spatřit i horniny motolského souvrství.
Můžeme zde také najít řadu krasových jevů. Nejzajímavějším a nejvýznamnějším útvarem jsou jeskyně. Na území byly nalezeny důkazy o jejich využívání člověkem již v paleolitu. Nejznámější z jeskyň jsou Turské maštale, které byly částečně poničeny těžbou. Nejrozsáhlejší z jeskyň je pak Terasová jeskyně v Kavčím lomu, která měří přes 240 m. Dalším zajímavým elementem je Tetínská vyvěračka. Jedná se o periodický krasový vývěr a můžeme ho najít u paty skalní stěny pod Tetínem.

### Hydrologie

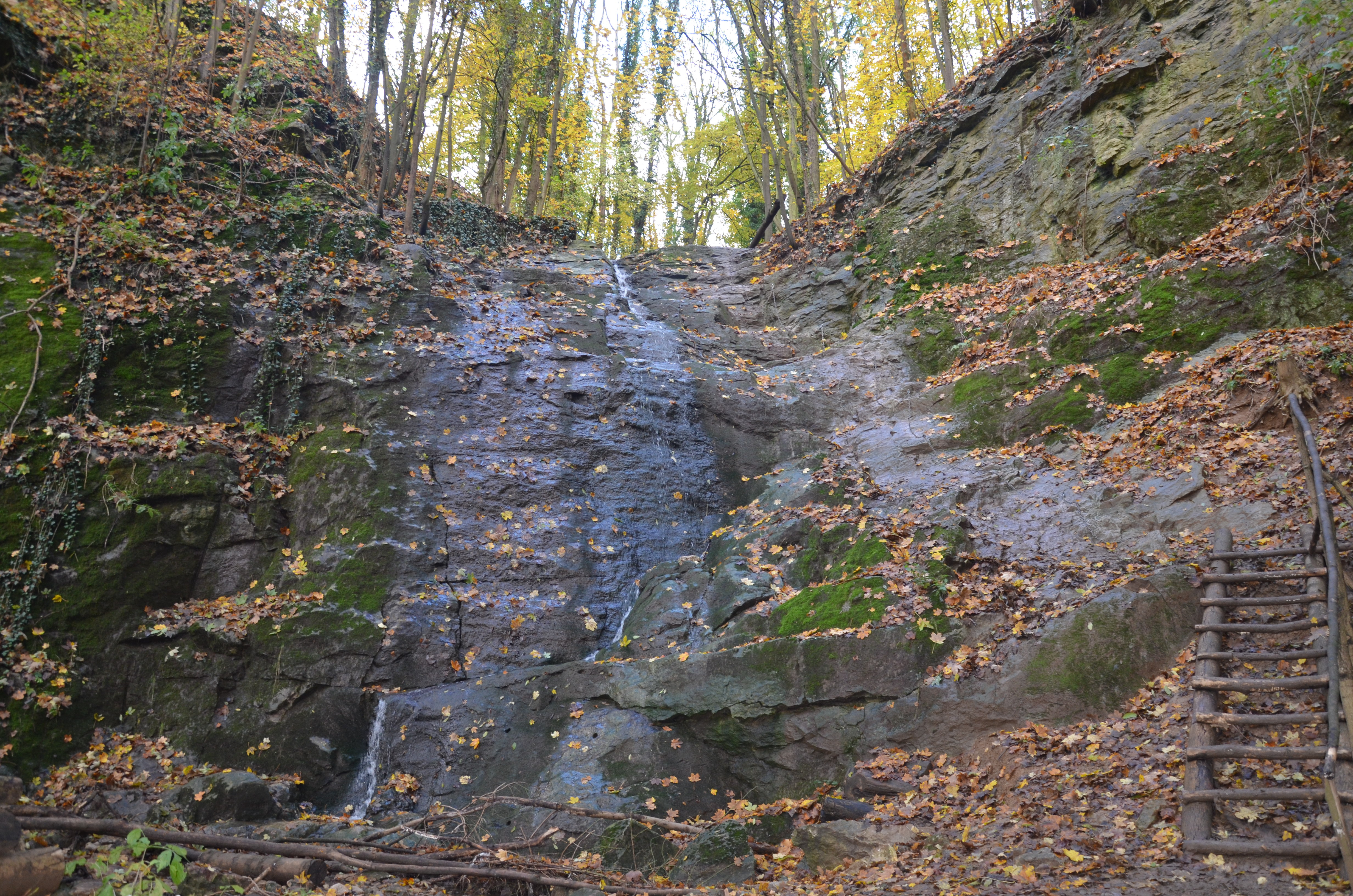
Vodopád v údolí Tetínských skal

Skrz Tetínskou rokli protéká Tetínský potok, který přitéká z oblasti zvané Pod Domášovem. Zde byl již na začátku 20. století vytvořen vrt, který zásobil Tetín pitnou vodou. To způsobilo nedostatečné zásobení Tetínského potoka vodou. Později Tetín přešel na zásobování ze Želivky a průtok potoka se opět vrátil do původní podoby. Další zásobárnou vody je výpusť ze zdejší čističky odpadních vod. Tento vodní zdroj vytvořil v rezervaci deset metrů vysoký umělý vodopád.  

### Flora
Skladní podloží poskytuje ideální prostředí pro cenná společenstva vápnomilných rostlin. Na mělkých kamenitých půdách se daří pionýrským společenstvům svazu Alysso–Sedion, v čele s česnekem chlumním (Allium senescens subsp. montanum) nebo lomikamenem trojprstým (Saxifraga tridactylites). Na severních stěnách můžeme najít pěchavové trávníky (Seslerio-Festucion pallentis) s druhy jako jsou lomikámen trsnatý (Saxifraga rosacea), lomikámen latnatý (Saxifraga paniculata), hvozdík sivý (Dianthus gratianopolitanus) nebo tařice skalní (Aurinia saxatilis). Méně příkré svahy s hlubší vrstvou půdy obrůstají  kostřavovými trávníky svazu Festucion valesiacae s druhy Stipa joannis, Centaurea triumfetttii. Na vlhčích stanovištích pak můžeme najít sveřepové a válečkové trávníky (Bromion erecti), v zastoupení úročníka bolhoje (Anthyllis vulneraria), pcháče bezlodyžného (Cirsium acaule), ožanky kalamandra (Teucrium chamaedrys) a mochny sedmilisté (Potentilla heptaphylla). Mezi dřeviny osidlující rezervaci patří  jasan, lípa velkolistá, javor mléč, habr a dub, které se nacházejí převážně na svazích nad železniční tratí. Z bylinného patra zde můžeme pozorovat dymnivku dutou (Corydalis cava), pomněnku lesní (Myosotis sylvatica), česnáček lékařský (Alliaria petiolata) či mateřku trojžilnou (Moehringia trinervia). Směrem k Tetínu můžeme potkat ovocný sad či ruderální lesík.

### Fauna
Přírodní rezervaci obývá několik druhů plžů. Najdeme zde vzácné stepní plže žitovku obilnou (Granaria frumentum) a zrnovku žabernatou (Pupilla sterri). Na vápencových skalách můžeme spatřit ovsenku skalní (Chondrina avenacea). Vrkoči horskému (Vertigo alpestris), kuželovce skalní (Pyramidula pusilla) a závornatce drsné (Clausilia dubia) se naopak daří na stinných severních svazích.
Dále se zde vyskytují i zástupci vzácných druhů bezobratlých. Mezi nimi například drobníček (Trifurcula thymi), obaleč (Pelochrista infidana), pernatuška (Capperia celeni), píďalky (Catarhoe cuculata) nebo zavíječi (Aphomia sociella). Tyto druhy jsou vázány na temena svahů s teplomilnou stepní vegetací.
Z plazů můžeme potkat  ještěrku obecnou (Lacerta agilis), slepýše křehkého (Anguis fragilis) a užovku hladkou (Coronella austriaca).
Z ptactva se zde nachází cvrčilka říční (Locustella fluviatilis), slavík obecný (Luscinia megarhynchos), pěnice vlašská (Sylvia nisoria), poštolka obecná (Falco tinnunculus) či krkavec velký (Corvus corax). Pravidelně zde hnízdí i výr velký (Bubo bubo).
Kuna skalní (Martes foina), kuna lesní (Martes martes) a tchoř tmavý (Mustela putorius) jsou zástupci savců, kteří tu žijí.

## Ochrana

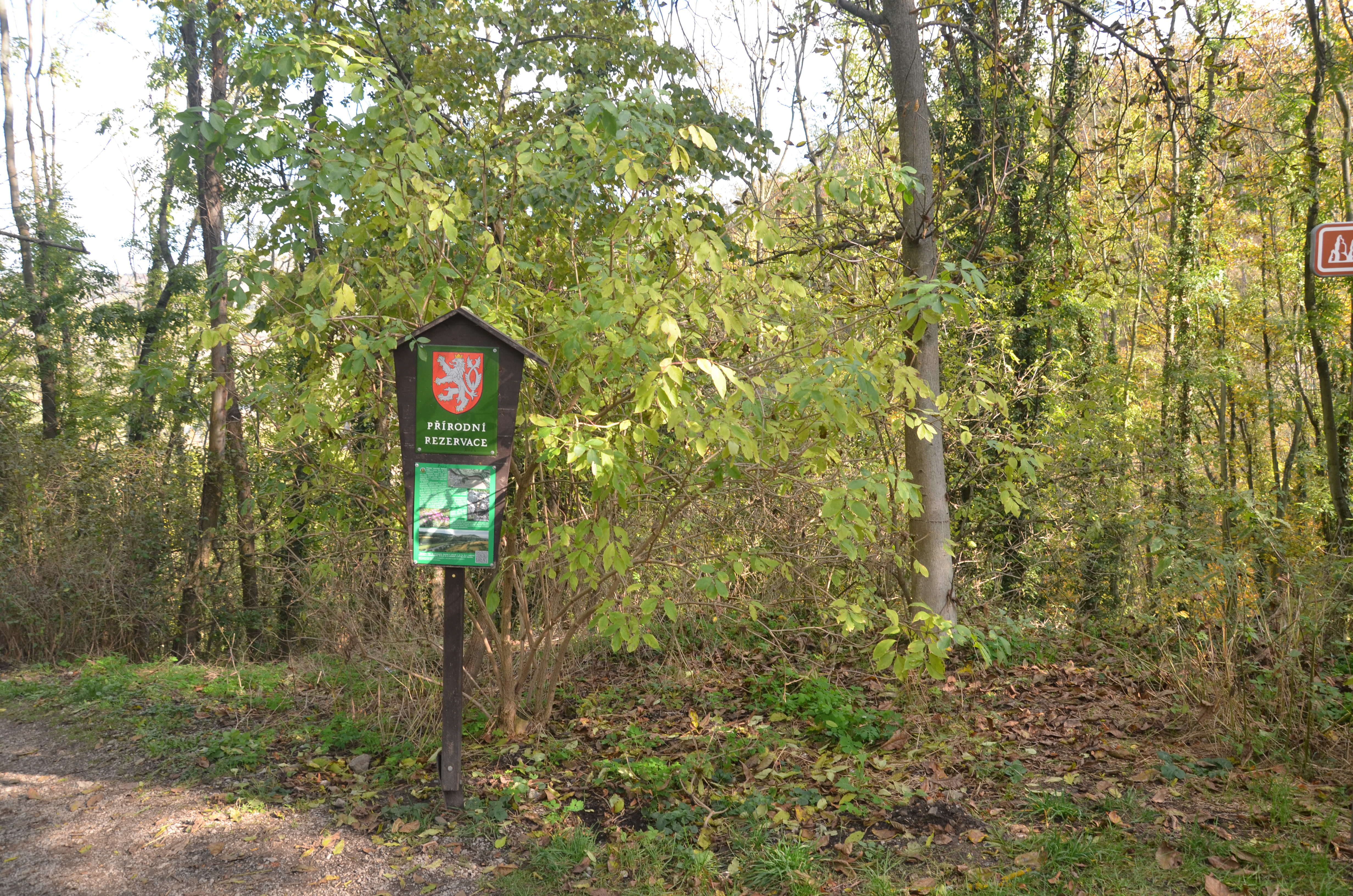

Předmětem ochrany je území o rozloze 15,32 ha, které obsahuje skalní skály a svahy s pestrým geologickým podkladem. Dále má přírodní rezervace za úkol ochranu zbytku skalních stepí s původním druhovým složením vegetace a vzácných živočišných a rostlinných druhů. Kromě ochrany fauny a flory si klade za cíl ochránit útvary neživé přírody, jako jsou jeskyně (Turská kapsa, Schovaná, Artušova, Bupe…), Tetínská rokle a Tetínské nasunutí.
Cílem péče o území je zachování geologicky významných útvarů, nelesních biotopů v dobrém stavu, ideálně zlepšení současného stavu a snaha o management lesních porostů směrem k suťovým lesům, s výjimkou sektoru, kde je cílem zachovat dubohabřiny.Tento plán zpracovala správa Chráněné krajinné oblasti Český kras, jakožto orgán ochrany přírody v roce 2013 pro období 2013–2026.
Území spadá pod správu Agentura ochrany přírody a krajiny České republiky a zároveň pod Chráněnou krajinnou oblast Český kras. Oblast byla prohlášena za přírodní rezervaci Ministerstvem kultury ČSR roku 1974 pod evidenčním číslem 597.
Problém, který sužuje rezervaci, je hromadění odpadků na svazích a dnech roklí. Nejproblematičtější je situace poblíž obce Tetín. Dříve se jednalo převážně o komunální odpad. Dnes je to hlavně organický materiál z přilehlých zahrad. Dalším problémem je nitrifikace údolí způsobená protékáním kanalizačních vod. Tento problém se částečně vyřešil zřízením čistírny odpadních vod. V neposlední řadě zde dochází k ohrožení společenstev, která se nacházejí nad železnicí a jsou narušována zpevňovacími sítěmi a ploty.

## Turismus

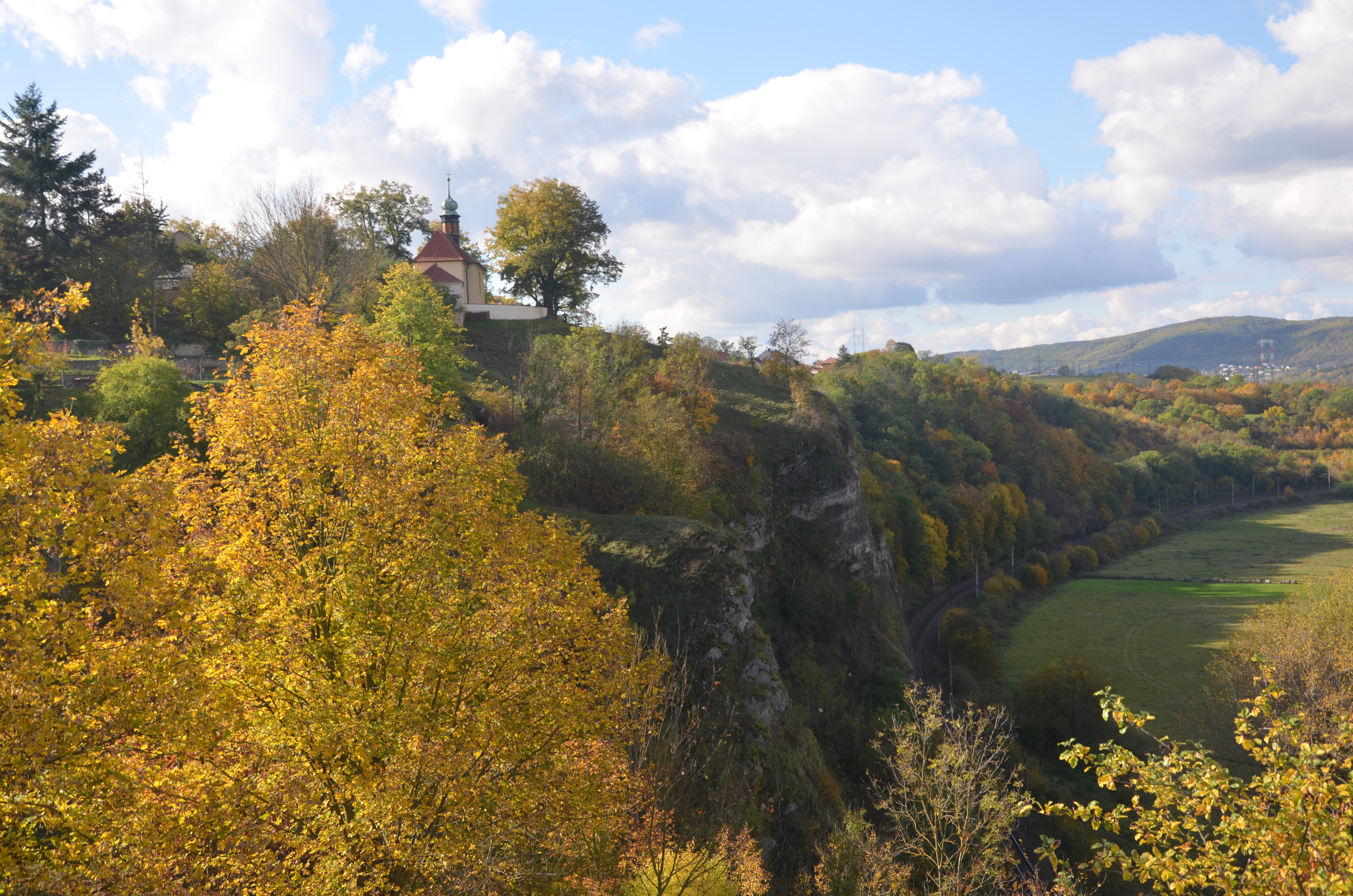
Pohled na kostel sv. Jana Nepomuckého a rezervaci

Oblast je celoročně velmi navštěvovaná. Snadno přístupné vyhlídky umožňují téměř komukoli vychutnat si pohled na údolí řeky Berounky, přírodní rezervaci a na Beroun. Zároveň přes vyhlídky vede naučná stezka Tetínské vyhlídky, která nás zavede na nejzajímavější místa v okolí. Výlet si turisté mohou zpestřit procházkou mezi skalami, zkusit si pro někoho adrenalinový sestup podél vodopádu, který je zajištěn řetízky, navštívit kostel sv. Jana Nepomuckého, prolézt si zříceniny hradu Tetín nebo se projít kolem řeky Berounky. Velkou oblibu má také u horolezců. Nachází se zde přes 80 lezeckých cest různých obtížností. Potěší tak jak začátečníky, tak i zkušené lezce. Lezení je zde možné celoročně bez větších omezení. Dopravní dostupnost je velmi dobrá. V Tetíně turisté mohou bezplatně zaparkovat téměř kdekoliv, lezci pak mohou parkovat pouze na louce u hřiště.